# بيوتيا
 بيوتيا هي إحدى مقاطعات اليونان تضم عدة مدن منها عاصمة المقاطعة ليفاذيا ومدينة خايرونيا التاريخية ومدينة ثيفا.